# Festival Internacional de Cine de San Sebastián 1981
La 29.ª edición del Festival Internacional de Cine de San Sebastián se celebró entre el 17 y el 28 de septiembre de 1981. El Festival de San Sebastián había perdido la máxima categoría A (festival competitivo no especializado) de la Federación Internacional de Asociaciones de Productores Cinematográficos (FIAPF) tres ediciones antes, de manera que en esta edición no pudieron otorgar premios oficiales. De hecho, la retirada de la oficialidad sumió al Festival en una grave crisis de la que no se rehízo hasta 1986, cuando recobró la categoría A. En 1982 se concedieron premios extraoficiales.

## Desarrollo
Se inauguró el 17 de septiembre de 1981 por el alcalde Jesús María Alkain Martikorena, el consejero de cultura vasco Ramón Labayen Sansinenea en representación del Lehendakari Carlos Garaikoetxea, el gobernador civil de Guipúzcoa Pedro de Arístegui, el director del Festival Luis Gasca Burges y el presidente de la Filmoteca Vasca Pedro Aldazábal. También asistieron los actores John Hurt, José Luis López Vázquez y Florinda Chico. Es va iniciar con la película Confesiones verdaderas de Ulu Grosbard y el cortometraje documental Alfonso Sánchez de José Luis Garci.
La programación consta de 126 películas, 26 de la sección oficial, 10 de una sección especial dedicada a cine brasileño (entre elles A Idade da Terra de Glauber Rocha) una sección de cine-club (con Ossessione de Luchino Visconti), la de  Nuevos Realizadores (con Pájaros de ciudad de José Sánchez Álvaro). También se anunció un coloquio sobre literatura latinoamericana y cine, en la que participaron entre otros Carlos Fuentes, Mario Vargas Llosa y Juan Marsé. También se anunció la presencia de Anthony Quinn, Gloria Swanson, Michel Piccoli, Lucia Bosè, Raquel Welch, Helmut Berger y Franco Nero.
El día 18 se proyectaron Southern Comfort, el día 19 Possession y María de mi corazón y el 20 Głosy y Evasión o victoria. El día 22 llegaron  Ben Gazzara y Keith Carradine y fue exhibida Ordinaria locura de Marco Ferreri. El 23 se proyectaron Endless Love y Ricomincio da tre. El día 25 es va estrenar dins la sección de  Nuevos Realizadores Siete calles de Juan Ortuoste y Javier Rebollo, y Trágala, perro (Sor Patrocinio, la monja de las llagas) de la sección oficial, y visitaron el festival Fabio Testi, Corinne Cléry, Francesca Bertini (en honor del cual se proyectó Assunta Spina de 1915), Amparo Muñoz, Lola Gaos y Christopher Miles. El 25 se estrenó  El hombre de hierro y Función de noche. El 26 se exhibió La fuga de Segovia y Priest of Love en la sección oficial y Taxi zum Klo de Frank Ripploh y Le Roi des cons, de Claude Confortès, de la sección de  Nuevos Realizadores. El 27 se exhibió  Reborn y Lola, y el 28 La Femme d'à côté y Das Boot ist voll, y posteriormente se entregaron los premios. En el acto de clausura asistieron  François Truffaut, Anthony Quinn y Mario Adorf.

## Jurados
Jurado Nuevos Realizadores
- Olga Bisera
- Fernando Colomo
- Jorge Berlanga
- José Agustín Mahieu
- Ricard Muñoz Suay

## Películas

### Programa Oficial
Las 26 películas siguientes fueron presentadas en el programa oficial:
| Título en España                                        | Título original                                         | Director(es)              | País        |
| ------------------------------------------------------- | ------------------------------------------------------- | ------------------------- | ----------- |
| El hombre de hierro                                     | Czlowiek z zelaza                                       | Andrzej Wajda             | Polonia     |
| La barca está llena                                     | Das Boot ist voll                                       | Markus Imhoof             | RFA         |
| Den Tüchtigen gehört die Welt                           | Den Tüchtigen gehört die Welt                           | Peter Patzak              | RFA         |
| The Inventor                                            | Der Erfinder                                            | Kurt Gloor                | RFA         |
| Dorotheus                                               | Dorotej                                                 | Zdravko Velimirović       | Yugoslavia  |
| Amor sin fin                                            | Endless Love                                            | Franco Zeffirelli         | Italia      |
| Función de noche                                        | Función de noche                                        | Josefina Molina           | España      |
| Głosy                                                   | Głosy                                                   | Janusz Kijowski           | Polonia     |
| Ahora me toca a mí                                      | It's My Turn                                            | Claudia Weill             | EE. UU.     |
| La mujer de al lado                                     | La Femme d'à côté                                       | François Truffaut         | Francia     |
| La mujer del aviador                                    | La Femme de l'aviateur                                  | Eric Rohmer               | Francia     |
| La fuga de Segovia                                      | La fuga de Segovia                                      | Imanol Uribe              | España      |
| Lola                                                    | Lola                                                    | Rainer Werner Fassbinder  | RFA         |
| María de mi corazón                                     | María de mi corazón                                     | Jaime Humberto Hermosillo | España      |
| Memorias de una superviviente                           | Memoirs of a Survivor                                   | David Gladwell            | Reino Unido |
| Pixote, la ley del más débil                            | Pixote, a Lei do Mais Fraco                             | Héctor Babenco            | Brasil      |
| La posesión                                             | Possession                                              | Andrzej Żuławski          | Francia     |
| Sacerdote del amor                                      | Priest of Love                                          | Christopher Miles         | EE.UU.      |
| Reborn                                                  | Reborn                                                  | Bigas Luna                | España      |
| Empezar desde tres                                      | Ricomincio da tre                                       | Massimo Troisi            | Italia      |
| La presa                                                | Southern Comfort                                        | Walter Hill               | EE.UU.      |
| Ordinaria locura                                        | Storie di ordinaria follia                              | Marco Ferreri             | Italia      |
| Zvezdopad                                               | Zvezdopad                                               | Igor Talankin             | URSS        |
| Trágala, perro (Sor Patrocinio, la monja de las llagas) | Trágala, perro (Sor Patrocinio, la monja de las llagas) | Antonio Artero            | España      |
| Confesiones verdaderas                                  | True Confessions                                        | Ulu Grosbard              | EE.UU.      |
| Evasión o victoria                                      | Victory                                                 | John Huston               | EE.UU.      |

### Nuevos Realizadores[16]
| Título original                                         | Director(es)                           | País         |
| ------------------------------------------------------- | -------------------------------------- | ------------ |
| 7 calles                                                | Juan Ortuoste, Javier Rebollo          | España       |
| Calderón                                                | Giorgio Pressburger                    | RFA          |
| Desperado City                                          | Vadim Glowna                           | Países Bajos |
| Después de... primera parte: No se os puede dejar solos | Cecilia Bartolomé, José Juan Bartolomé | España       |
| Después de... segunda parte: Atado y bien atado         | Cecilia Bartolomé, José Juan Bartolomé | España       |
| Difendimi dalla notte                                   | Claudio Fragasso                       | Italia       |
| L'homme fragile                                         | Claire Clouzot                         | Francia      |
| La festa perduta                                        | Pier Giuseppe Murgia                   | Italia       |
| Clin d'oeil                                             | Jorge Amat                             | Francia      |
| Le roi des cons                                         | Claude Confortès                       | Francia      |
| Malou                                                   | Jeanine Meerapfel                      | Francia      |
| Memórias do Medo                                        | Alberto Graça                          | Francia      |
| Mientras me dure la vida                                | Carlos Otaduy                          | Argentina    |
| Nestbruch                                               | Beat Kuert                             | España       |
| Os anos JK - Uma Trajetória Política                    | Silvio Tendler                         | Portugal     |
| Pájaros de ciudad                                       | José María Sánchez Álvaro              | España       |
| Seuls                                                   | Francis Reusser                        | Suiza        |
| Taxi al W.C.                                            | Frank Ripploh                          | RFA          |
| Trapped                                                 | Matthew Patrick                        | EE.UU.       |
| Vecinos                                                 | Alberto Bermejo                        | España       |
| Heute spielen wir den Boß                               | Peer Raben                             | RFA          |

## Palmarés
Ganadores de la Sección no oficial del 29º Festival Internacional de Cine de San Sebastián de 1981:
- Premio de la Crítica Internacional: Ordinaria locura de  Marco Ferreri
- Gran Premio Alfonso Sánchez para Nuevos Realizadores: 
  - La festa perduta de Pier Giuseppe Murgia
  - Malou de Jeanine Meerapfel
- Premio OCIC: The Inventor de Kurt Gloor
  - Mención especial: Malou de Jeanine Meerapfel
- Premio FIPRESCI: La mujer del aviador de Eric Rohmer